# Hungerstein (Wasserstandsmarkierung)

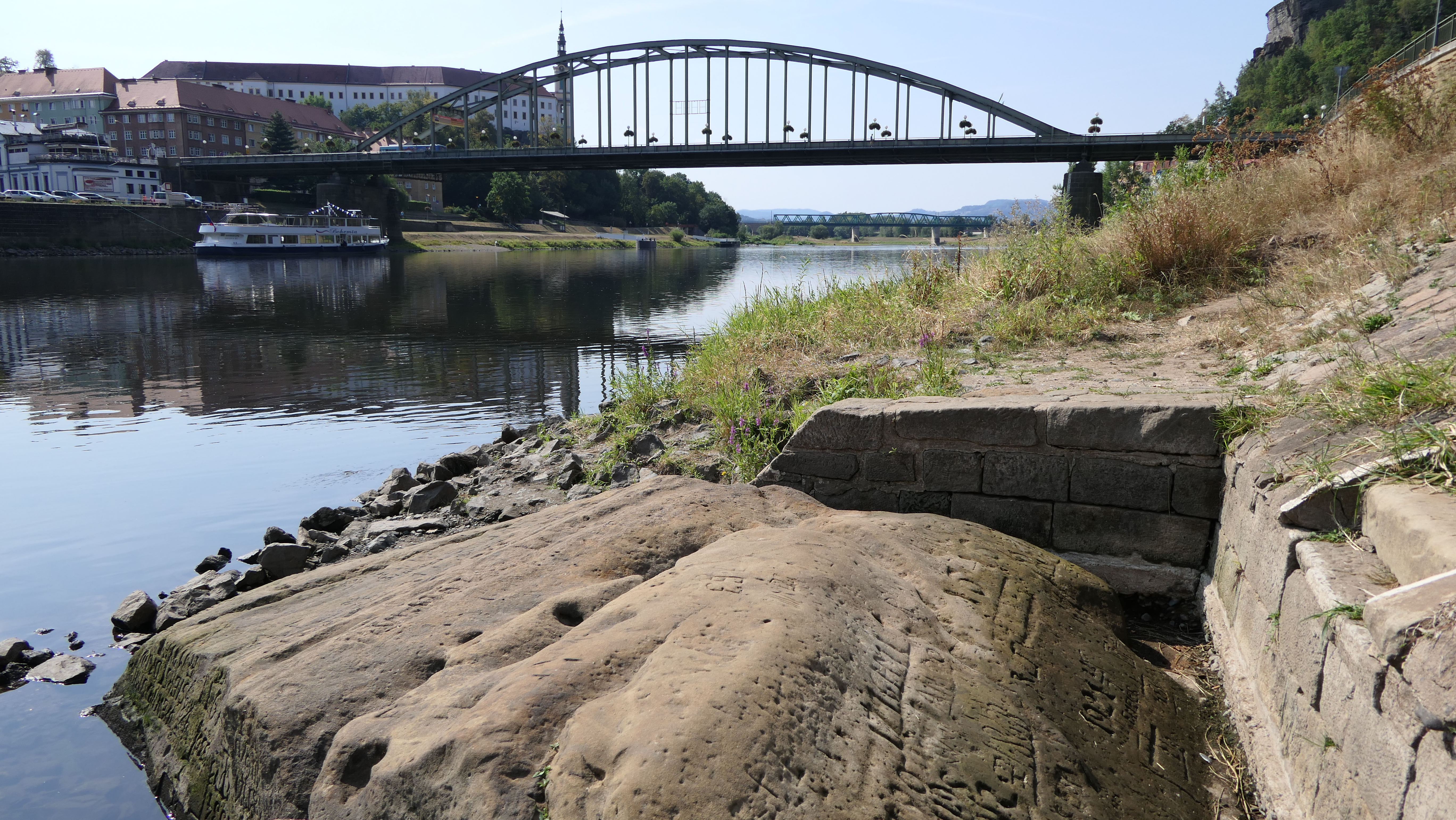
Hungerstein in Děčín (Tetschen) (2018)

Hungersteine sind nur bei Niedrigwasser im Flussbett oder auf Gewässergründen sichtbare große Steine. Der Name verweist auf die Gefahr einer Hungersnot bei Dürre.
Auch in der Schifffahrt können niedrige Wasserstände für die Binnenschiffer hinderlich sein und Notzeiten bedeuten. Hungersteine sind oft mit Jahreszahlen oder Inschriften versehen, um an Niedrigwässer zu erinnern, im Gegensatz zu Hochwassermarken, die die Höchstwerte von Hochwassern festhalten.
Für eine Markierung von Tiefständen können auch Schotterflächen, wie an der Augustusbrücke in Dresden oder am Grenzübergang Schmilka, oder Felsen (Hungerfelsen), wie in Magdeburg und Torgau, genutzt werden.

## Geschichte

Historische Aufnahme des Hungersteins in Tichlowitz (1904)

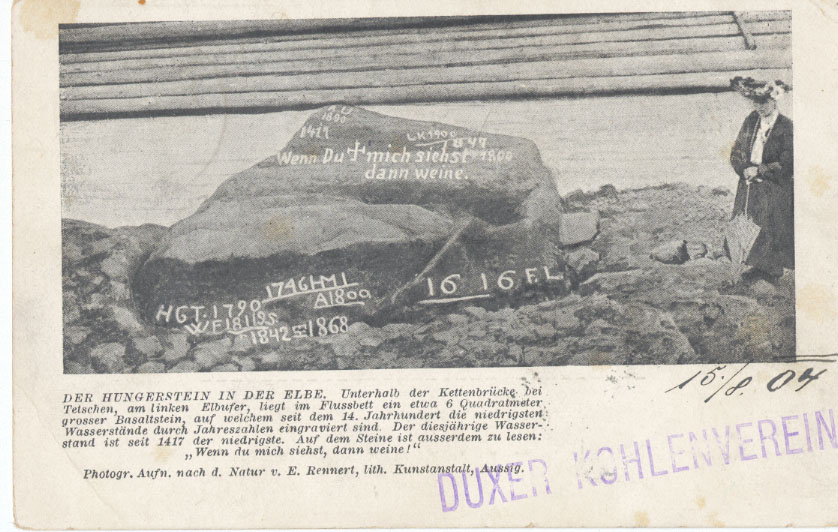
Historische Aufnahme des Hungersteins in Tetschen

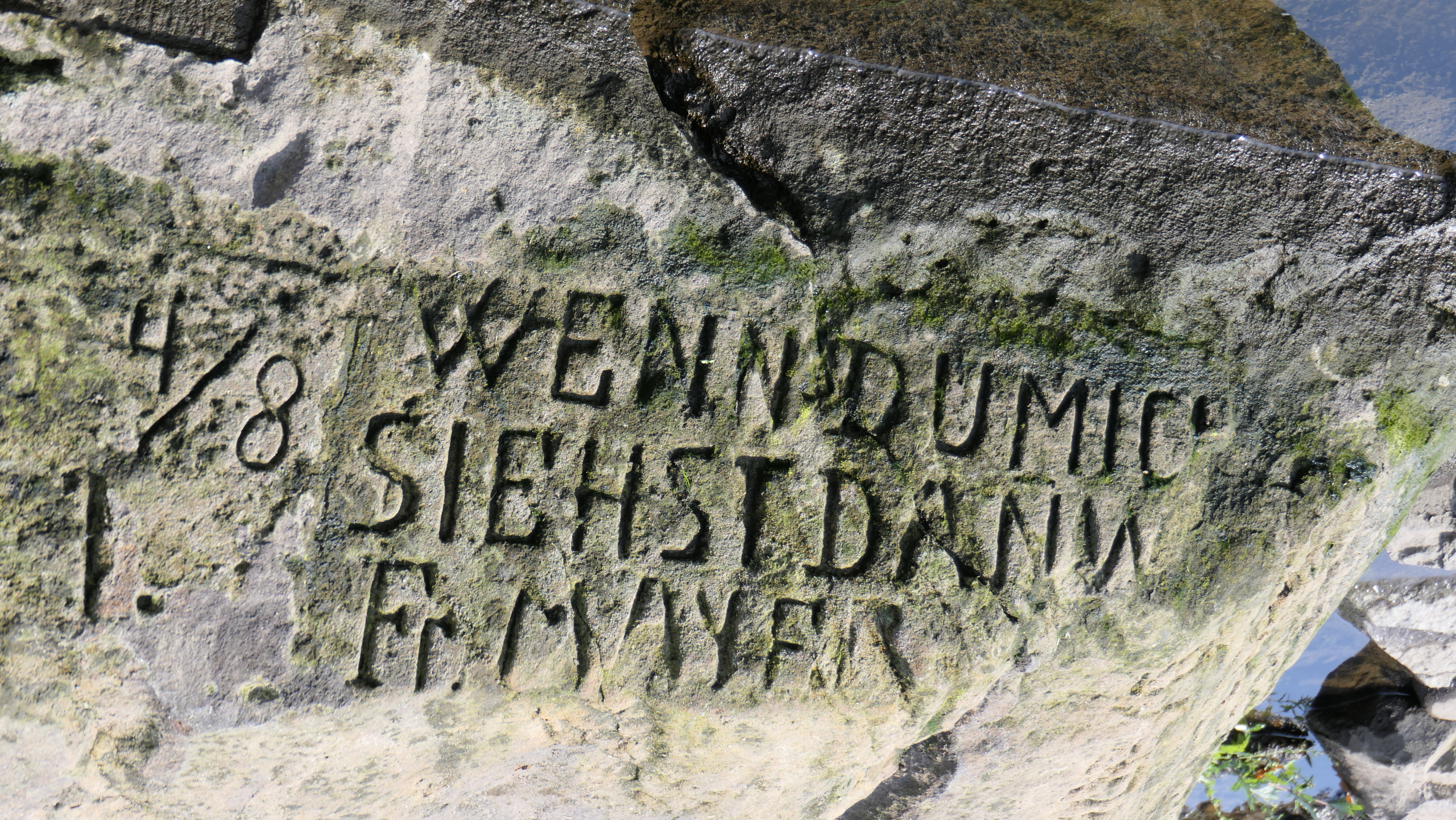
Inschrift auf dem Hungerstein von Tetschen: Wenn Du mich siehst dann [weine]

Die Geschichte der Hungersteine reicht zurück bis ins 15. Jahrhundert. Überliefert sind Jahresinschriften von 1417, 1473, 1616, 1654, 1666 u. a. Ins allgemeine Bewusstsein traten sie in der 2. Hälfte des 19. Jahrhunderts durch Darstellungen in Zeitungen und Reiseberichten. So schrieb die Teplitzer Zeitung am 30. August 1876: „Die Elbe bietet in Folge der anhaltenden Dürre einen traurigen Anblick, wie er seit 1842 nicht mehr vorgekommen ist: überall ragen die Hungersteine hervor und der Meterpegel an der Dresdner Elbbrücke wird vom Wasser gar nicht mehr berührt. Auf der böhmischen Strecke ist die Dampfschifffahrt bereits wegen der Dürre eingestellt, zwischen Dresden und Tetschen wird dieselbe in einigen Tagen aufhören, wenn kein Regen kommt.“
1857 wird von einem Hungerstein in der Nähe von Zwingenberg im Neckar berichtet, in dem die Jahreszahlen 1590, 1766, 1814, 1822, 1832, 1834, 1842 und, damals aktuell, auch das Jahr 1857 eingehauen waren.
1893 berichtete die Linzer Tages-Post, dass diese Steine zu Zeiten „als es noch keine meteorologischen Stationen gab“ die Jahre der Dürre markierten, wie besonders 1842 oder 1893. Sie nannte sie „die Marken der niedrigsten Wasserstände in dürrsten Jahren, eine eigenartige meteorologische Chronik“, und stellte fest, dass sie nicht nur in der Elbe, sondern auch in Flüssen wie Fulda und Weser vorkommen.
Auch über Hungersteine im Rhein wurde frühzeitig berichtet, so 1898 über Steine im Rheinbett bei Schaffhausen. Alfons Paquet beschrieb während seiner Rheinreise 1923 diese „Hungersteine, die jahrzehntelang im Wasser verborgen sind und bei ihrem Auftauchen Zeichen von Menschenhand verraten.“
1892 wurde berichtet, dass nach Erzählungen von Schiffern bei Tichlowitz ein großer Hungerstein liege, der die orakelhafte Inschrift trägt: „Wir haben geweint – Wir weinen – Und ihr werdet weinen“. Diese Schiffersage wurde 1904 durch ein Foto bestätigt. Der Stein weist die Jahresangaben 1842, 1874, 1892 und 1904 aus und zeigt den deutschen Spruch „Wer einst mich sah, der hat geweint. Wer jetzt mich sieht wird weinen“, dem die Jahreszahl 1874 zugeordnet werden könnte.
Besondere Aufmerksamkeit wurde nach 1900 dem Hungerstein in Tetschen geschenkt, über den mit Zeichnungen 1904 und 1906 und Fotos 1911 in Wiener Zeitungen berichtet wurde. Dieser Stein wurde nicht nur durch seine enorme Größe, sondern vor allem durch die Inschrift „Wenn du mich siehst, dann weine“ berühmt. 1904 war in Zeitungen zu lesen, dass tagtäglich ganze Wallfahrten zu diesem Stein stattfanden. Der Schiffseigner Franz Mayer soll durch die Schiffersage zum Tichowitzer Stein angeregt worden sein, einen ähnlichen Spruch einmeißeln zu lassen, versehen mit Datum und seinem Namen. Zum Schutz des Steines ließ das Wasserbauamt ferner diesen Stein ummauern. Ein Bild dieses Steins wurde auf Tausenden von Ansichtskarten in alle Welt verschickt. 1938 fügte der Pumpenfabrikant Frantisek Sigmund einen ähnlichen Spruch in tschechischer Sprache hinzu: „Mädchen, weine und klage nicht, wenn es trocken ist, spritze das Feld“ (siehe auch unten in der Tabelle). Beide Sprüche sind großteils noch heute lesbar, während der überlieferte Spruch auf dem Tichowitzer Stein abgeschabt und überschrieben wurde. Die Anlage wurde von 1904 bis 1926 schrittweise zu einem Denkmal umgestaltet.
1904 wurde auch über einen im Spreewald-Dorf Trebatsch bei Berlin gefundenen Hungerstein mit der Inschrift „Wenn Ihr diesen Stein wiedersehen werdet, so werdet Ihr weinen, so flach war das Wasser im Jahre 1417“ berichtet. Der Cottbuser Anzeiger soll 1904 über einen weiteren Hungerstein im Spreewald berichtet haben, der sich im Schwielochsee bei Jessern befindet und die Inschrift „Wenn du mich siehst wirst Du weinen“ aufweist.
1925 wurde von drei Hungersteinen in der Mur im Stadtgebiet von Graz mit Inschriften aus dem 16. und 17. Jahrhundert berichtet.

## Bekannte Hungersteine
| Gewässer        | Ort | Bemerkungen | Bild                                                           |
| --------------- | --- | --- | -------------------------------------------------------------- |
| Elbe            | Děčín (Tetschen) linkes Elbufer, unterhalb der Tyrš-Brücke 50° 46′ 54″ N, 14° 12′ 26″ O                                                | Der ca. 6 m³ große Stein markiert mit verschiedenen Jahreszahlen die Niedrigwasserstände der Elbe. Die älteste lesbare Inschrift stammt von 1616. Ältere Inschriften (1417, 1473) wurden im Laufe der Zeit durch ankernde Schiffe abgerieben. Der Stein ist zudem mit dem tschechischen Spruch „Mädchen, weine und klage nicht, wenn es trocken ist, spritze das Feld“ („Neplač holka, nenaříkej, když je sucho, pole stříkej“.) versehen. Dieser Spruch wurde wahrscheinlich 1938 vom Pumpenfabrikant Frantisek Sigmund angebracht. Der Spruch entstand in Anlehnung an den älteren deutschen Spruch „Wenn du mich siehst, dann weine“. Der Hungerstein Děčín ist eines der ältesten hydrologischen Denkmäler an der Elbe. | Hungerstein in Děčín                                           |
| Elbe            | Tichlowitz bei Děčín | Stein mit der Zahl 1666 (römisch: MDCLXVI) |                                                                |
| Elbe            | Tichlowitz bei Děčín 50° 42′ 20″ N, 14° 11′ 50″ O                                                                                      | Stein mit mehreren Jahresangaben: 1892, 1903, 1904, 1911, 1928, 1963, 2015 u. a. | Hungerstein in Techlovice                                      |
| Elbe            | Dolní Žleb, Dorf, Ortsteil von Děčín 50° 50′ 57″ N, 14° 12′ 58″ O                                                                      | Ca. zehn Hungersteine, mit Jahresangaben 1842, 1868, 1892, 1904, 2015 | Hungerstein in Niedergrund                                     |
| Elbe            | Schmilka | Schotterfläche am Grenzübergang in Schmilka |                                                                |
| Elbe            | Königstein, gegenüber Prossen 50° 55′ 33″ N, 14° 7′ 2″ O                                                                               | Stein linkselbisch, auf Königsteiner Gebiet, unterhalb des ehemaligen Bahnwärterhauses, fünf Jahreszahlen zwischen 1928 und 2015 sind auf einer schräg liegenden Platte eingemeißelt, vom Elberadweg gut zu erreichen | Hungerstein in Königstein, bei Prossen                         |
| Elbe            | bei Königstein, oberhalb der Strandflut                                                                                                | Stein mit der Jahreszahl 1681 |                                                                |
| Elbe            | Königstein 50° 55′ 12″ N, 14° 4′ 20″ O                                                                                                 | Stein mit den Jahreszahlen 1952, 2003, 2015; linkes Elbufer, nahe der Biela-Mündung vor Amtsgasse 10 | Hungerstein in Königstein                                      |
| Elbe            | Stadt Wehlen 50° 56′ 58″ N, 14° 1′ 2″ O                                                                                                | Ortsteil Pötzscha, Jahreszahl 1868 | Wehlener Hungerstein im Ortsteil Pötzscha                      |
| Elbe            | Pirna | Nach Unterlagen des Stadtarchivs soll es einen Stein mit der Jahreszahl 1115 gegeben haben. Seine genaue Lage ist nicht mehr bekannt. Im Pirnaer Ortsteil Oberposta befindet sich am rechten Elbufer zwischen dem Weltkriegs- und Ulanendenkmal ein Stein mit mehr als fünfzehn Jahreszahlen von mind. 1707 bis 2015. | Hungerstein in Pirna                                           |
| Elbe            | Dresden-Pillnitz 51° 0′ 30″ N, 13° 52′ 9″ O                                                                                            | Hungersteine, eingravierte Niedrigwassermarken am Fuße der westlichen Sphinx an der Freitreppe des Schlosses Pillnitz, Jahresinschriften: 1778, 1893, 1904, 2003, 2015, 2018. | Hungerstein in Pillnitz                                        |
| Elbe            | Dresden-Laubegast 51° 1′ 24″ N, 13° 50′ 29″ O                                                                                          | Hungersteine bei Laubegaster Ufer 26, Jahresinschriften: 1893, 1899, 2003, 2015. | Hungersteine in Laubegast                                      |
| Elbe            | Dresden-Laubegast 51° 1′ 25″ N, 13° 50′ 29″ O                                                                                          | Quader am Ende der Rampe bei Kilometer 45,6 vor Laubegaster Ufer 25, Jahreszahl 2018 ab Pegel 55 | Hungerstein in Laubegast                                       |
| Elbe            | Dresden-Tolkewitz 51° 2′ 31″ N, 13° 49′ 4″ O                                                                                           | Tolkewitzer Hungerstein bei Tolkewitzer Straße 73, Jahresinschrift: 2016. ab Pegel 80 | Tolkewitzer Hungerstein                                        |
| Elbe            | Dresden-Blasewitz 51° 2′ 41″ N, 13° 48′ 58″ O                                                                                          | Stein 2×2 Meter bei Kilometer 48,7 vor Tolkewitzer Straße 53 mit mehreren Jahresangaben: 1930, 1943, 1947, 1950, 1963 u. a. ab Pegel 60 | Blasewitzer Hungerstein Tolkewitzer Str.                       |
| Elbe            | Dresden-Blasewitz 51° 3′ 45″ N, 13° 47′ 40″ O                                                                                          | Sandsteinblock mit Jahresangabe 2018, gegenüber Albrechtsburg | Blasewitzer Hungerstein Kollwitz-Ufer                          |
| Elbe            | Dresden-Neustadt / Augustusbrücke 51° 3′ 19″ N, 13° 44′ 22″ O                                                                          | Sandsteinblock mit Jahresangabe 2019 und einem Gedicht, 5./6. Brückenbogen, rechte Elbseite, ab Pegel 60 | Blasewitzer Hungerstein                                        |
| Elbe            | Dresden-Cotta | Eine Postkarte, wahrscheinlich 1904, zeigt drei Hungersteine in der Elbe vor Cotta mit der Jahreszahl 1630; unklar, ob die Steine noch existieren | Cottaer Hungersteine                                           |
| Elbe            | Radebeul-Kötzschenbroda 51° 6′ 12″ N, 13° 37′ 22″ O                                                                                    | Altkötzschenbroda, Markierung mit der Jahreszahl 1811, liegt zwischen Dampferanlegestelle und dem Bootshafen des SSV Planeta. | Radebeuler Hungerstein                                         |
| Elbe            | Meißen | Bericht für 1746: „Bey Meißen unweit des Einflusses der Triebisch in die Elbe, kamen verschiedene mit Jahreszahlen bemerkte Steine zum Vorschein, sonderlich einer mit 1654, in welchem Jahre auch wegen sehr heißer Witterung fast alle Gewässer vertrocknet ...“ Die Rumburger Zeitung vermeldet 1865, dass in Meißen der Hungerstein wieder erschienen sei. |                                                                |
| Elbe            | Meißen 51° 10′ 28″ N, 13° 27′ 58″ O | Granitblock mit der Jahreszahl 2018 und einer Wellenlinie für den Wasserstand. Da der historisch überlieferte Hungerstein bislang nicht wiedergefunden wurde, wurde dieser „neue Hungerstein“ unterhalb des Gasthauses Knorre (Elbtalstraße 3) in die Elbe (rechtsseitig) gelegt. | Neuer Hungerstein in Meißen                                    |
| Elbe            | Lorenzkirch | Auf der Lorenzkircher Seite stand in der Elbe an der kleinen Fähre ein Hungerstein, dessen Oberfläche bei dem Pegelstand 132 des Pegels Strehla auf einer Höhe von 87,80 Meter über NN gelegen hat. Er wurde 1932 beim Anlegen des toten Elbarmes entfernt. Auf Karten und Stichen des 19. Jahrhunderts ist er abgebildet |                                                                |
| Elbe            | Torgau | Im rechtselbischen Bereich der alten (gesprengten) Elbbrücke in Torgau sind bei einem Wasserstand der Elbe von 50 cm die Hungersteine zu sehen. | Hungersteine in Torgau                                         |
| Elbe            | Schönebeck (Elbe), bei Elbekilometer 311,0 am rechten Elbufer im Buhnenbereich, etwa 50 m vom Ufer entfernt 52° 1′ 23″ N, 11° 45′ 0″ O | Findling, Größe: 1,5×1,5×2 Meter, Gewicht: 10 Tonnen. Ursprünglich ab Elbepegel Barby 100 cm sichtbar. Nach Versetzung an das Ufer durch das Wasserstraßen- und Schifffahrtsamt Magdeburg im Jahr 2011 und Rückversetzung an die vorherige Stelle im Jahr 2017 ist der Stein jetzt ab Elbepegel Barby 32 cm sichtbar. | Hungerstein in Schönebeck                                      |
| Elbe            | Schönebeck (Elbe), Hafen | ehemals in einem Becken des Schönebecker Hafens, das jetzt zugeschüttet ist, heutiger Standort: Salzlandmuseum Schönebeck. Inschrift u. a. von 1904: minus 47 dm (−4,70 m). | Hungerstein im Kreismuseum Schönebeck                          |
| Elbe            | Westerhüsen, Stadtteil von Magdeburg 52° 3′ 25″ N, 11° 41′ 10″ O                                                                       | Gesteinsformation am Grund der Elbe; siehe Hungersteine bei Westerhüsen | Hungersteine bei Westerhüsen                                   |
| Elbe            | Magdeburg, Domfelsen 52° 7′ 22″ N, 11° 38′ 12″ O                                                                                       | Gesteinsformation aus rotem Sandstein am Domfelsen, auch Hungerfelsen genannt; an mindestens vier Stellen markieren Jahres-Inschriften 2018 den Niedrigwasserstand im August/September | Domfelsen Magdeburg                                            |
| Elbe            | Magdeburg, Domfelsen 52° 7′ 22″ N, 11° 38′ 13″ O                                                                                       | Im August 2018 setzte Greenpeace einen Hungerstein in die Elbe am südlichen Ende des Domfelsens. Er trägt die Inschrift: Wenn Du mich siehst, ist Klimakrise. August 2018 Greenpeace | Greenpeace-Hungerstein am Domfelsen Magdeburg                  |
| Elbe            | Bleckede | in der Nähe des Fähranlegers Fähre Bleckede–Neu Bleckede Stromkilometer 550,0, Inschrift: Geht dieser Stein unter, wird das Leben wieder bunter |                                                                |
| Hirschler Teich | In der historische Talsperre östlich von Clausthal-Zellerfeld                                                                          | Mehrere Hungersteine auf dem Seegrund. Der älteste von 1767. | Einer der Hungersteine im Hirschler Teich                      |
| Mosel           | Traben-Trarbach-Litzig, linke Flussseite                                                                                               | Material: Schiefer. Früher wurden dort, wenn der Stein erschien, traditionell Weinflaschen vergraben und beim nächsten Niedrigwasser wieder herausgeholt. Heute wegen der Stauregulierung nicht mehr sichtbar. |                                                                |
| Mündesee        | nördlich von Angermünde 53° 1′ 28″ N, 14° 0′ 23″ O                                                                                     | |                                                                |
| Rhein           | Worms-Rheindürkheim, bei Rheinkilometer 449,4 am linken Ufer 49° 41′ 7″ N, 8° 21′ 13″ O                                                | Einer von mehreren Steinen, Inschriften insgesamt ab 1857. Die Steine befinden sich in Höhe des Kranecks am Rheindürkheimer Fahrt. Die älteste Inschrift lautet „ANO 1857“, die Inschrift „Hunger Jahr 1947“ gab den Steinen den Namen. | Hungerstein im September 2003 im Rhein bei Worms-Rheindürkheim |
| Rhein           | Remagen-Kripp | Hungerfelsen vor Remagen-Kripp, zu sehen 2018 und 2022 |                                                                |
| Weser           | Bei Hajen, am linken Weserufer oberhalb der Fährstelle Hajen-Ruhberg am Fußpunkt einer Buhne                                           | Der Hajener Hungerstein ist ein vom Geschiebe der Weser geschliffener Rotsandsteinblock | Hajener Hungerstein                                            |
| Weser           | Würgassen | 3 m³ großer Hungerstein am rechten Ufer bei Stromkilometer 47,55 mit den Jahresangaben 1800, 1840, 1842, 1847, 1850, 1857, 1858, 1859, 1865, 1874, 1876, 1881, 1911, 1922, 1934 und 1959 mit Bezug auf Karl Löbe’s Weserbuch |                                                                |
| Einfelder See   | Mühbrook | 1934 setzte der Landwirt Heinrich Lucht den 1. Hungerstein schräg gegenüber des Hotels Seeblick. 1959 folgte der zweite in der Dorfbucht. 1973, 1976 und 1998 wurden weitere Tiefstände erreicht. |                                                                |